# باي كوم سنتر
باي كوم سنتر (بالإنجليزية: Paycom Center)‏ (كان يُعرف في الأصل باسم فورد سنتر من 2002 إلى 2010، وأوكلاهوما سيتي أرينا من 2010 إلى 2011، و حلبة طاقة تشيسابيك من 2011 إلى 2021) هي ساحة تقع في وسط مدينة أوكلاهوما سيتي، أوكلاهوما، الولايات المتحدة.